# خليج كفارنير

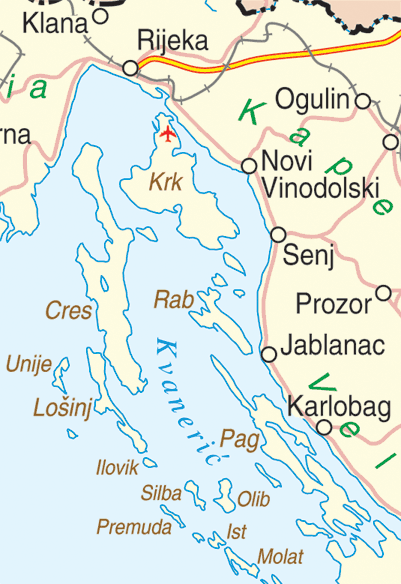
منظر فضائي للخليج

خليج كفارنير هو خليج مائي في أقصى شمال البحر الأدرياتيكي وهو من أضيق المعابر المائية في البحر وأيضا من أقربها لوسط أوروبا يقع بين شبه جزيرة استريا وبين ساحل كرواتيا الشمالي ووسط الخليج توجد عدة جزر مثل كريس وجزيرة كرك وجزيرة راب وباغ